# Loudon (Tennessee)
Loudon – miasto w Stanach Zjednoczonych, w stanie Tennessee, siedziba administracyjna hrabstwa Loudon.